# Толстојизам
Толстојизам или толстојевизам је био верски и етички друштвени покрет у Русији крајем 19. и почетком 20. века. Настао је 1880-их под утицајем религиозног и филозофског учења Лава Толстоја. Основе толстојизма поставља Толстој у својим делима „Исповест”, „Шта је моја вера?”, „О животу”, „Хришћанско учење” итд. Следбеници су називани толстојанци или толстојевци. Себе су називали слободним хришћанима.

## Историја
Толстојизам је настао у Руском царству 1880-их на основу учења Л. Н. Толстоја. Основе толстојизма поставио је у „Исповести“, „Шта је моја вера?“, а такође и у роману „Васкрсење“. У исто време почеле су да настају толстојске колоније у Тверској, Симбирској, Харковској губернији и у Закавказју. Ове колоније су назване „културне испоснице“. Толстојизам је пронашао следбенике у западној Европи, Јапану и Индији. Махатма Ганди је посебно био присталица толстојизма. 1880-их и 1900-их створене су колоније Толстоја у Енглеској и Јужној Африци.
Поједини верници у Русији су пронашли Толстојеве идеје сродним њиховим традицијама и 1895. године су их спровели у дело одбијањем војне службе и уништавањем оружја које су имали, због чега су били жестоко кажњавани. Касније су, такође у складу са Толстојевим идејама, одустали од конзумирања меса, алкохола и дувана. Вегетаријанство које су следили толстојевци сматрало се дубоко нездравим од стране науке тог времена.
Били активно укључени у образовање и ширење Толстојевих ставова. Толстојанци В. Г. Чертков и П. И. Бирјуков основали су издавачку кућу „Посредник“ (активно је учествовала Ана Черткова), која је издавала књиге за народ у масовним тиражима: дела Л. Н. Толстоја, Г. И. Успенског, А. П. Чехова и других писаца, приручници из агрономије, ветерине, хигијене. 1901-1905, Толстојевци су издавали новине „Слободна реч“ у Лондону.
У 1886-1896, Толстојевске заједнице постојале су на Северном Кавказу, у Самарској, Смоленској, Тверској, Харковској, Полтавској, Тамбовској, Кијевској, Оренбуршкој и Нижњи Новгородској губернији. Кнез Д. А. Хилков постигао је највећи успех у ширењу Толстојевог учења. У свом имању у селу Павловка у Харковској губернији, до краја 19. века, према различитим изворима, стекао је од 200 до 327 следбеника из редова сељака. Након што је Хилков протеран са имања, огромна већина њих престала је да се придржава толстојанских ставова, али је Хилков, који је био прогнан на Кавказ, заједно са осталим Толстојанцима, почео успешно да пропагира толстојанизам међу локалним сељацима. 1897. године, 3. мисионарски конгрес Руске православне цркве прогласио је толстојизам „верско-социјалном сектом“. 1900-1901, главни тужилац Синода К. П. Победоносцев је у својим извештајима назвао толстојизам најопаснијим непријатељем православне цркве.
По избијању Првог светског рата, Толстојевци су, као и многи други пацифистички секташи, почели да одбијају војну службу. Судили су им и осуђивани су на дисциплинске батаљоне, затвор, а неки и на принудни рад. Године 1916. група толстојеваца је у Москви делила антиратне летке. Били су ухапшени и суђени пред војним судом, али су ослобођени.
До 1917. године, према резултатима истраживања М. Поповског, број толстојеваца достигао је 5-6 хиљада људи; До маја 1924. године, према процени начелника 6. одељења ГПУ Е. Тучкова, било их је 2.500–3.000.
У СССР-у 1920-их и 1930-их, пољопривредне комуне Толстојана (посебно, Животна и Радничка комуна) су углавном биле ликвидиране, а многи њихови чланови су били прогоњени.
Данас су следбеници толстојизма остали у западној Европи, Северној Америци, Јапану, Индији, Бугарској и другим земљама. У Русији је званично регистрована верска организација „Толстојанци“, чији су чланови представници такозваног „новог толстојанства“ – покрета који је настао релативно недавно и значајно се разликује од првобитног толстојанства. Њихов број је око 500 људи.
Важан извор о историји толстојанства су мемоари Толстојана о Л.Толстоју.

## Формирање покрета
Још за време Толстојевог живота, овај покрет се одликовао не порицањем, већ слободом од класних и верских граница и другим формалним карактеристикама. Принчеви су долазили код Лава Толстоја у истом друштву са сељацима, а Толстојева жена је редовно водила децу у цркву у данима најжешћих сукоба Лава Толстоја и Синода.
Толстој је, лично или кроз своја дела, утицао на низ својих савременика, који нису описани као толстојевци, али су незамисливи без утицаја Толстоја, његових дела и његовог круга.

## Однос према религији
На Толстојево животно учење утицали су различити идеолошки покрети: бахајска вера, браманизам, будизам, таоизам, конфучијанизам, ислам, квекеризам, а такође и учења моралних филозофа (Сократ, касни стоици, Кант, Шопенхауер). Идеја да се хришћанство посматра као учење о неотпору злу је независна. Толстој је негирао васкрсење Христово, иако је прихватио хришћанство, само као етичко учење. Толстојевци одбацују догме о организованој цркви, јавном богослужењу, не признају црквену хијерархију, свештенство, али високо цене морална начела хришћанства. Толстојевци су критиковали православну цркву и званичну веру уопште, као и државну репресију и друштвену неједнакост.
Синкретизам је карактеристичан за религиозне погледе у оквирима толстојизма. Толстој је веровао да су „све дефиниције смисла живота које су људима открили највећи умови човечанства у суштини исте. Нудећи своја тумачења Јеванђеља, веровао је да чисти учење Христово од историјских изобличења. Толстојевци су одбацили догмате хришћанске цркве и исповедали антитринитаризам.

## Морална, етичка и друштвена идеологија
Главни принципи су: праштање, неопирање злу насиљем, одбијање непријатељства према било ком народу („љубите непријатеље своје“), које је Христос објавио у Беседи на гори, као и „љубав према ближњем“, морал самоусавршавање, упрошћавање.
Према учењу, духовне вредности су важније од материјалних.
…Свих пет заповести имају само овај један циљ – мир међу људима. Људи треба да верују у Христову науку и да их следе, и биће мир на земљи, и то не мир какав људи стварају, привремени, случајни, већ заједнички, неприкосновени, вечни мир.
Прва заповест каже: буди у миру са свима, не дозволи себи да другу особу сматраш безначајном или лудом (Мт., В, 22). Ако је мир нарушен, онда употреби сву своју снагу да га обновиш. Служење Богу је уништење непријатељства (23-24). Помири се и на најмању неслогу, да не изгубиш прави живот (26). Ова заповест говори све; али Христос предвиђа искушења света која ремете мир међу људима, и даје другу заповест – против искушења полних односа која ремете мир. Не гледајте на телесну лепоту као на забаву, избегавајте ово искушење унапред (28-30); Нека муж узме једну жену, а жена једног мужа, и не остављајте једно друго ни под каквим изговором (32). Друго искушење су заклетве које воде људе у грех. Знај унапред да је то зло, и не дај никакве завете (34-37). Треће искушење је освета, названа људска правда; Не светите се и не правдајте се да сте увређени – носите увреду, и не чините зло за зло (38-42). Четврто искушење је разлика међу народима, непријатељство племена и држава. Знајте да су сви људи браћа и синови једног Бога, и не прекидајте мир ни са ким у име народних циљева (43-48). Ако људи не испуне једну од ових заповести, свет ће се сломити. Људи ће испунити све заповести, и царство мира биће на земљи. Ове заповести искључују свако зло из живота људи.
— Л. Н. Толстој, „Која је моја вера?“
Примена ових принципа претпоставља могућност моралне трансформације друштва (толстојизам укључује идеју достижности утопијске перспективе). Намеравало се да се на месту постојећег друштва и државе створи заједница слободних и равноправних сељака.
Као доследни пацифисти у својим уверењима, толстојевци су одбијали да служе војну службу.
У свом раном периоду, толстојизам је имао много заједничког са анархизмом, пошто су оба покрета порицала потребу за војно-државним апаратом и уместо тога апеловала на разум појединца, природну жељу за узајамном помоћи и радним братством. Међутим, након позитивне реакције кнеза Кропоткина на избијање Првог светског рата, контакти између покрета су прекинути.

## Критика
Црквени публициста и друштвени активиста В. М. Скворцов покренуо је питање „толстојизма“ на 3. Сверуском мисионарском конгресу (у организацији Руске Православне Цркве) 1897. године у Казању; „На основу проучавања Толстојеве јеретичке мудрости, расуте по многим његовим религиозним расправама <…>, конгрес мисионарских специјалиста је већ тада признао толстојански религиозни покрет као формирану религиозно-друштвену секту, изузетно штетну не само у црквеном, већ и такође у политичком смислу“.
Мисионарски преглед из 1906. године, након Резолуције Светог Синода из 1901. о „екскомуникацији“ грофа Толстоја од Цркве, објављене у чланку који је потписао свештеник Е. Зубарев, обимни изводи из недавно објављене комплетне збирке верских и црквених дела Лава Толстоја. филозофска дела, закључујући: „Могао би се у потпуности пристати на доказе Л. Н. Толстоја из Јеванђеља, да је схватио да то значи право јеванђеље, а не његово сопствено“.
Руски песник Инокентије Аненски написао је у својој „Књизи размишљања“: „Природа и људски живот не могу увек бити подређени фикцији. Јеванђеље је створило хришћанство, односно цео свет. Толстој је створио толстојанизам, који је свакако инфериорнији чак и од његовог изума..."